# まぼろし佑幻
『まぼろし佑幻』（まぼろしうげん）は、克・亜樹による日本の漫画作品。『週刊少年サンデー増刊号』（小学館）にて、1985年4月号から1987年4月号まで連載された。

## 概要
催眠術で戦う主人公を題材とした、作者にとって初の月刊誌連載作品。作者は公式サイトで、「自分の代表作だと思っている」と述べている。

## ストーリー
金色の瞳を持つ天才催眠術師・「まぼろし佑幻」こと佑幻覚が日本へ帰国した。父・覚斎の敵である、闇の犯罪組織・「ルシエル奇術団」（別名：暗黒奇術団）を壊滅させるために…。

## 登場人物
佑幻 覚（うげん さとる）
本作の主人公。金色の瞳を持つが、普段はサングラスをかけて隠している。父親譲りの催眠術で、暗示をかける事で相手を倒していくが、戦闘時には学ランを肩まで捲り上げる。彩子とは幼馴染だが、10歳の時に彩子と別れる際に『雪の女王』の絵本を貸し、自分との記憶を催眠をかけて封印させた。
前迎 彩子（まえむかい さいこ）
本作のヒロイン。平凡な少女で、いわゆるドジっ娘。10歳の時に覚と別れる際、催眠をかけられたために当時の記憶を失っていた。しかし覚と再会したことで催眠が解け、封印されていた当時の記憶が蘇る。
佑幻 覚斎（うげん かくさい）
覚の父。かつては天才催眠術師と呼ばれていたが、「ルシエル奇術団」によって廃人となってしまった。
ルシエル地凱（ルシエル じがい）
「ルシエル奇術団」の団長で、佑幻とは腹違いの兄弟。奇術団壊滅を目指す佑幻の動きを察知して、次々と刺客を送り込む。
実の父である覚斎のことを「母を捨てた」存在と思い込んでおり、覚斎の後継者となった佑幻への復讐を目論む。
自分を打ち破った佑幻と一旦は和解するが、共闘して雪の女王と対決する佑幻の提案を拒み、最後は崩れる建物の中で自決を選んだ。
上村 聡子（うえむら さとこ）
佑幻と同じく、金色の瞳を持つ少女(ただし、片目だけ)。いわゆるヤンキー。
雪の女王（ゆきのじょおう）
「ルシエル奇術団」の背後にいる人物で、佑幻の母。実は数百年以上の年齢を経ているが、自己催眠の副産物として、20-30代相当の若々しい美貌や肉体を保ち続けている。
佑幻の対決の中で、自己催眠を強制的に解かれたため急速に肉体が老化した事で、敗れ去った。